# 1999-es Roland Garros
Az 1999-es Roland Garros az év második Grand Slam-tornája, a Roland Garros 98. kiadása volt, amelyet május 24–június 6. között rendeztek Párizsban. A férfiaknál az amerikai Andre Agassi, a nőknél a német Steffi Graf nyert.

## Döntők

### Férfi egyes
Andre Agassi -  Andrij Medvegyev 1-6, 2-6, 6-4, 6-3, 6-4

### Női egyes
Steffi Graf -  Martina Hingis 4-6, 7-5, 6-2

### Férfi páros
Mahes Bhúpati /  Lijendar Pedzs -  Goran Ivanišević /  Jeff Tarango 6-2, 7-5

### Női páros
Serena Williams /  Venus Williams -  Martina Hingis /  Anna Kurnyikova 6-3, 6-7(2), 8-6

### Vegyes páros
Katarina Srebotnik /  Piet Norval -  Larisa Neiland /  Rick Leach, 6-3, 3-6, 6-3

## Juniorok

### Fiú egyéni
Guillermo Coria –  David Nalbandian, 6–4, 6–3

### Lány egyéni
Lourdes Domínguez Lino –  Stéphanie Foretz, 6–4, 6–4

### Fiú páros
Irakli Labadze /  Lovro Zovko –  Kristian Pless /  Olivier Rochus, 6–1, 7–6

### Lány páros
Flavia Pennetta /  Roberta Vinci –  Mia Buric /  Kim Clijsters, 7–5, 5–7, 6–4